# Христенко Макар Тимофійович
Христенко Макар Тимофійович (1870 — ?) —  кобзар. 
Народився і жив на хуторі Костів Валківського повіту Харківської області. Утратив зір в юнацькому віці. У 1912 -1914 рр. навчався в П. Гащенка.
За свідчення Г. Ільченка, вчився у Петра Древченка. «Одклінщину», найвірогідніше, отримав у 1914 році. Від М. Христенка В. Харків записав варіанти дум «Сестра і брат» і «Олексій Попович». Серед учнів Христенка були також зрячі аматори, зокрема, харківський бандурист Григорій Ільченко. У хаті Христенків довгий час збиралися валківські співці: «Частенько збиралися до нього з усіх-усюд сліпі кобзарі та лірники, особливо у великі свята, щоб заробити на святки і відсвяткувати ці дні у своєму колі. Грали разом, училися один в одного якоїсь пісні чи приповістки», — пише у своїх спогадах Г. Ільченко
Був одруженим з незрячою стихівничою Ївгою. Мав дочку. Обставини смерті невідомі. Репресований.